# Gibraltarische Fußballnationalmannschaft der Frauen
Die gibraltarische Fußballnationalmannschaft der Frauen repräsentiert das Britische Überseegebiet Gibraltar unter der Kontrolle der Gibraltar Football Association im internationalen Frauenfußball. Seine ersten offiziellen Spiele bestritt das Team Anfang Juli 2014 im Rahmen des sogenannten UEFA Development Tournament in Gibraltar. Die GFA ist seit dem 24. Mai 2013 vollwertiges Mitglied der UEFA und seit dem 13. Mai 2016 Mitglied der FIFA.

## Geschichte
Bereits vor dem endgültigen Beitritt zur UEFA nahm die Mannschaft 2011 am Frauenfußballturnier der Island Games auf der Isle of Wight teil. Dort blieb die Auswahl nach Niederlagen gegen die Isle of Man (0:9), Grönland (0:8) und Hitra (0:5) allerdings punkt- und torlos.

### UEFA Development Tournament
Anfang Juli 2014 fungierte Gibraltar als Gastgeber des UEFA Development Tournament. Dort bestritt man am 1. Juli das erste offizielle UEFA-Länderspiel gegen Andorra, das ebenfalls auf diesem Niveau debütierte. Es wurde mit 0:1 verloren. Drei Tage später spielte das Team noch gegen die deutlich erfahreneren Luxemburgerinnen und verlor mit 0:3. Auch das Spiel gegen eine Algarve-Auswahl ging verloren. Trotzdem stellten die Resultate eine klare Steigerung gegenüber den inoffiziellen Spielen von 2011 dar.

### Freundschaftsspiele
Am 26. November 2021 folgte dann nach fünf Testspiel endlich der erste Sieg gegen Liechtenstein. Den 1:0-Siegtreffer schoss Charlyann Pizzarello in der 83. Minute. 

### Nations League
Gibraltar nahm 2025 an der zweiten Austragung der UEFA Women’s Nations League teil und traf in Liga C, Gruppe 1 auf die Färöer, die Republik Moldau und die Slowakei. Alle sechs Spiele wurden verloren.
Siehe auch: Liste der Länderspiele der gibraltarischen Fußballnationalmannschaft der Frauen